# Alberto Grassi
Alberto Grassi (Brescia, 7 maart 1995) is een Italiaans voetballer die doorgaans als centrale middenvelder speelt. Hij verruilde SSC Napoli in augustus 2018 voor Parma.

## Clubcarrière
Grassi sloot zich op zevenjarige leeftijd aan in de jeugdopleiding van Atalanta Bergamo. Op 22 november 2014 debuteerde hij in de Serie A in het thuisduel tegen AS Roma. Hij werd na 69 minuten door coach Stefano Colantuono ingebracht als vervanger voor Daniele Baselli. Op 24 mei 2015 kreeg de Italiaans jeugdinternational zijn eerste basisplaats in het uitduel tegen Chievo Verona. De week erop mocht hij opnieuw in de basiself starten, waardoor hij het seizoen 2014/15 afsloot met een totaal van drie competitieduels.

## Interlandcarrière
Grassi kwam uit voor diverse Italiaanse nationale jeugdselecties. In 2015 debuteerde hij in Italië –21.